# Zengzi

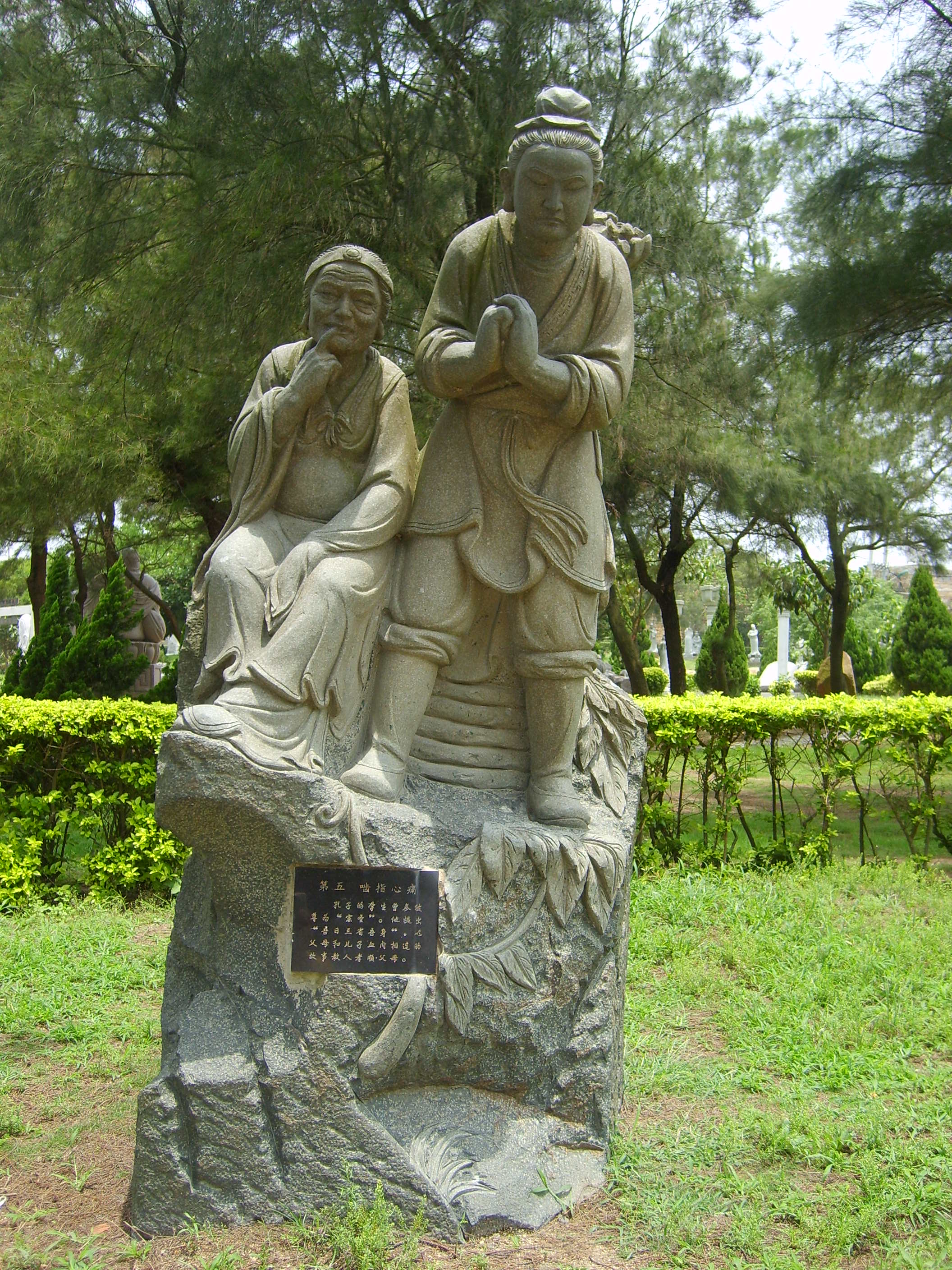
Estátua da Zengzi (à direita) e sua mãe

Zengzi (Tsang) (chinês: wikt:曾子 - Tsengtzu, 505 a.C. — 436 a.C.), nascido Zeng Shen (曾参), foi um filósofo chinês e estudante de Confúcio.
Ele é creditado ser o autor de uma grande parte do livro o Grande Aprendizado, incluindo o seu prefácio. Acredita-se que os discípulos de Zengzi estão entre os compiladores mais importantes dos Analectos de Confúcio e outros clássicos de Confúcio.
Zengzi foi o tutor do neto de Confúcio, Zisi.